# Asthenes berlepschi
Az Asthenes berlepschi a madarak (Aves) osztályának verébalakúak (Passeriformes) rendjébe és a fazekasmadár-félék (Furnariidae) családjába tartozó faj.

## Rendszerezése
A fajt Carl Edward Hellmayr osztrák ornitológus írta le 1917-ben, Siptornis nembe Siptornis berlepschi néven. Tudományos faji nevét  Hans von Berlepsch német ornitológusról kapta.

## Előfordulása
Dél-Amerikában, az Andokban, kis területen, Bolívia nyugati részén honos. Természetes élőhelyei a szubtrópusi és trópusi hegyi esőerdők és magashegyi cserjések, valamint szántók, legelők és vidéki kertek. Állandó, nem vonuló faj.

## Megjelenése
Testhossza 16 centiméter. Tollazata világosbarna.

## Életmódja
Magányosan vagy párban, ízeltlábúakkal táplálkozik.

## Természetvédelmi helyzete
Az elterjedési területe nagyon kicsi, egyedszáma is kicsi, de stabil. A Természetvédelmi Világszövetség Vörös listáján mérsékelten fenyegetett fajként szerepel.